# Стоянка — три години
«Стоянка — три години» — радянський художній фільм 1975 року, знятий на кіностудії «Мосфільм».

## Сюжет
Подорожуючи по Волзі, робочий з Каунаса Йонас Будріс під час зупинки теплохода в одному з волзьких міст розшукав будинок, де жив його старий друг Петро. Дізнавшись, що після смерті Петра дружина потрапила в лікарню, старший син відбуває термін за крадіжку, а молодший кинув школу, Йонас вирішив перервати подорож і залишився в будинку друга.

## У ролях
- Лаймонас Норейка — Йонас Будріс
- Олексій Горячев — Генка
- Раїса Куркіна — Марина
- Юрій Гусєв — Йорш
- Володимир Ємельянов — директор заводу
- Вадим Захарченко — Мітрохін
- Анатолій Соловйов — Спиця
- Віктор Філіппов — Микола
- Георгій Шахет — Сірий
- Михайло Житько — Жорик
- Борис Шинкарьов — Толік
- Юрій Захаренков — Стручок
- Володимир Ферапонтов — Крапівін
- Світлана Коновалова — Наталія Семенівна
- А. Рассадкін — Денисов
- Юрій Мартинов — слідчий
- Станіслав Бородокін — міліціонер
- Віктор Уральський — міліціонер
- Петро Кононихін — епізод
- Микола Денисов — епізод

## Знімальна група
- Режисер — Олександр Свєтлов
- Сценарист — Юрій Чибряков
- Оператор — Віктор Шейнін
- Композитор — Олександр Флярковський
- Художник — Вадим Кислих